# Dicranolasma hoberlandti
Dicranolasma hoberlandti is een hooiwagen uit de familie Dicranolasmatidae. De naam is voor het eerst geldig gepubliceerd in 1956 door Vladimír Šilhavý. Exemplaren zijn aangetroffen en geïdentificeerd op het eiland Rhodos (Griekenland) en in Anatolië (Turkije).